# Asigliano Veneto
Asigliano Veneto – miejscowość i gmina we Włoszech, w regionie Wenecja Euganejska, w prowincji Vicenza.
Według danych na rok 2004 gminę zamieszkiwało 860 osób, 107,5 os./km².